# Ambasadorowie Wenecji w Wielkiej Brytanii
Z weneckimi dyplomatami miał na swym dworze do czynienia już Henryk VII Tudor.

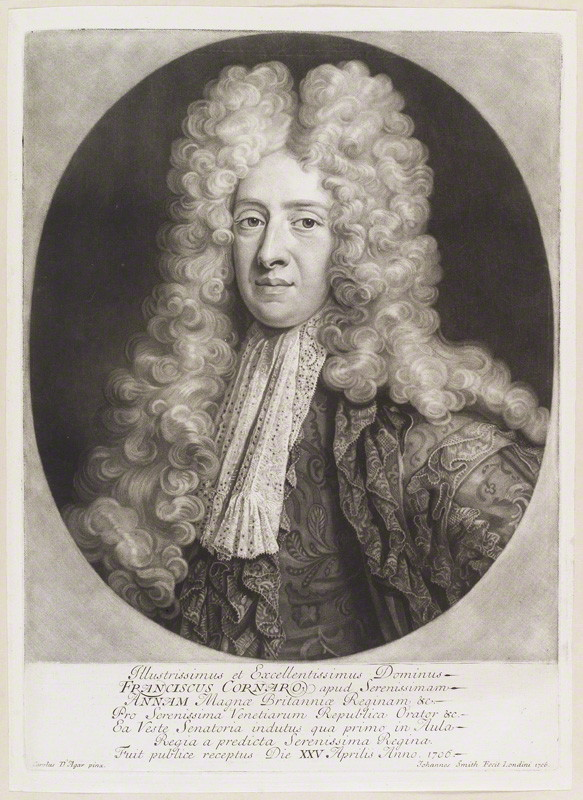
Francesco Cornaro, 1706-1709

## Weneccy ambasadorzy w Anglii (1498-1706)
- 1498 Andrea Trevisan
- 1516 Andrea Badoer
- 1519 Sebastiano Giustiniani
- 1523 Antonio Suriano
- 1529 Marcantonio Venier
- 1531 Lodovico Falier
- 1551 Daniele Barbaro (1528-1569)
- 1554 Giacomo Soranzo
- 1557 Giovanni Michel
- 1603–1604 Nicolo Molin
- 1607 Nicolo Molin
- 1610 Francesco Contarini
- 1611 Marcantonio Correr
- 1615 Antonio Foscarini
- 1618 Pietro Contarini
- 1622 Girolamo Lando
- 1635 Vincenzo Gussoni
- 1637 Angelo Correr
- 1656 Giovanni Sagredo
- 1661 Angelo Correr (ponownie) i Michele Morosini
- 1671 Pietro Mocenigo
- 1688 Girolamo Zeno i Ascanio Giustinian
- 1696 Lorenzo Soranzo i Girolamo Venier
- 1701–1706 Alvise Mocenigo

## Weneccy ambasadorzy w Wielkiej Brytanii (1707-1796)
- 1706–1709 Francesco Cornèr (Francesco Cornaro)
- 1710–1713 Pietro Grimani
- 1714–1717 Nicolo Tron
- 1763 Tommaso Querini, Lorenzo II Francesco

### Literatura
- Luigi Firpo, Relazioni di ambasciatori veneti al Senato : tratte dalle migliori edizioni disponibili e ordinate cronologicamente, Torino 1965.